# Jungnang-gu
Jungnang-gu es uno de los 25 gu, o distritos, de Seúl, Corea del Sur. Se encuentra en el lado norte del Río Han.

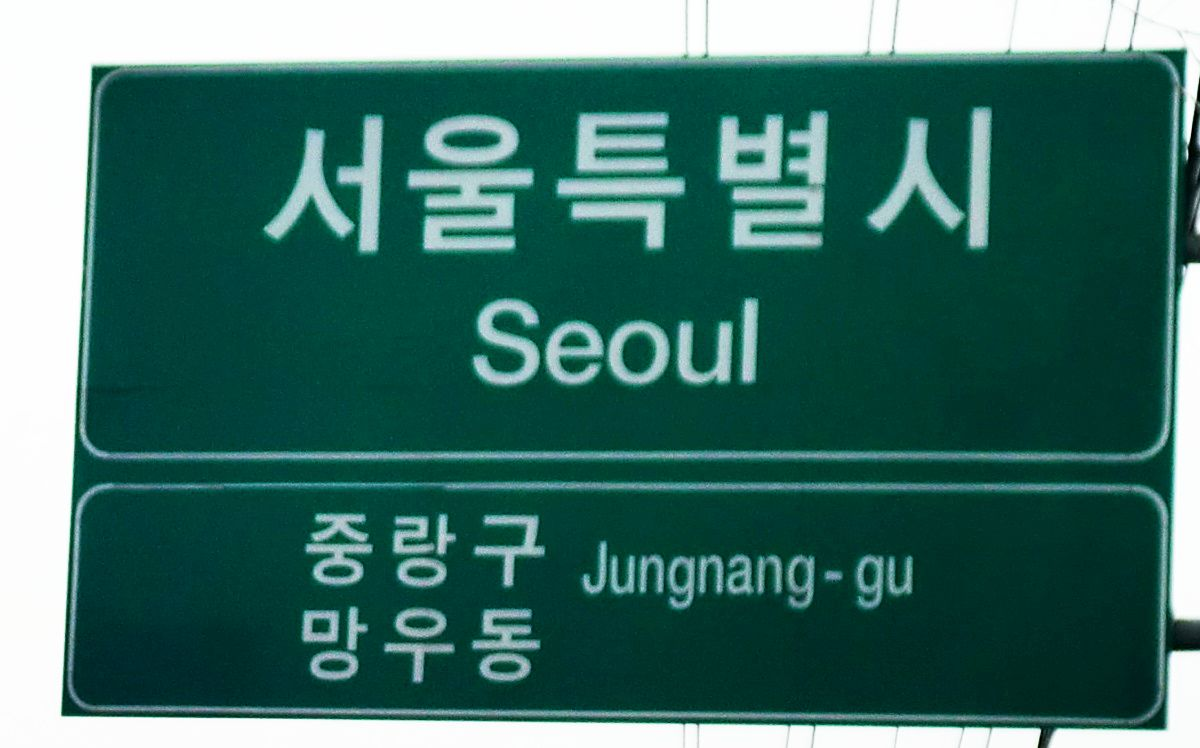
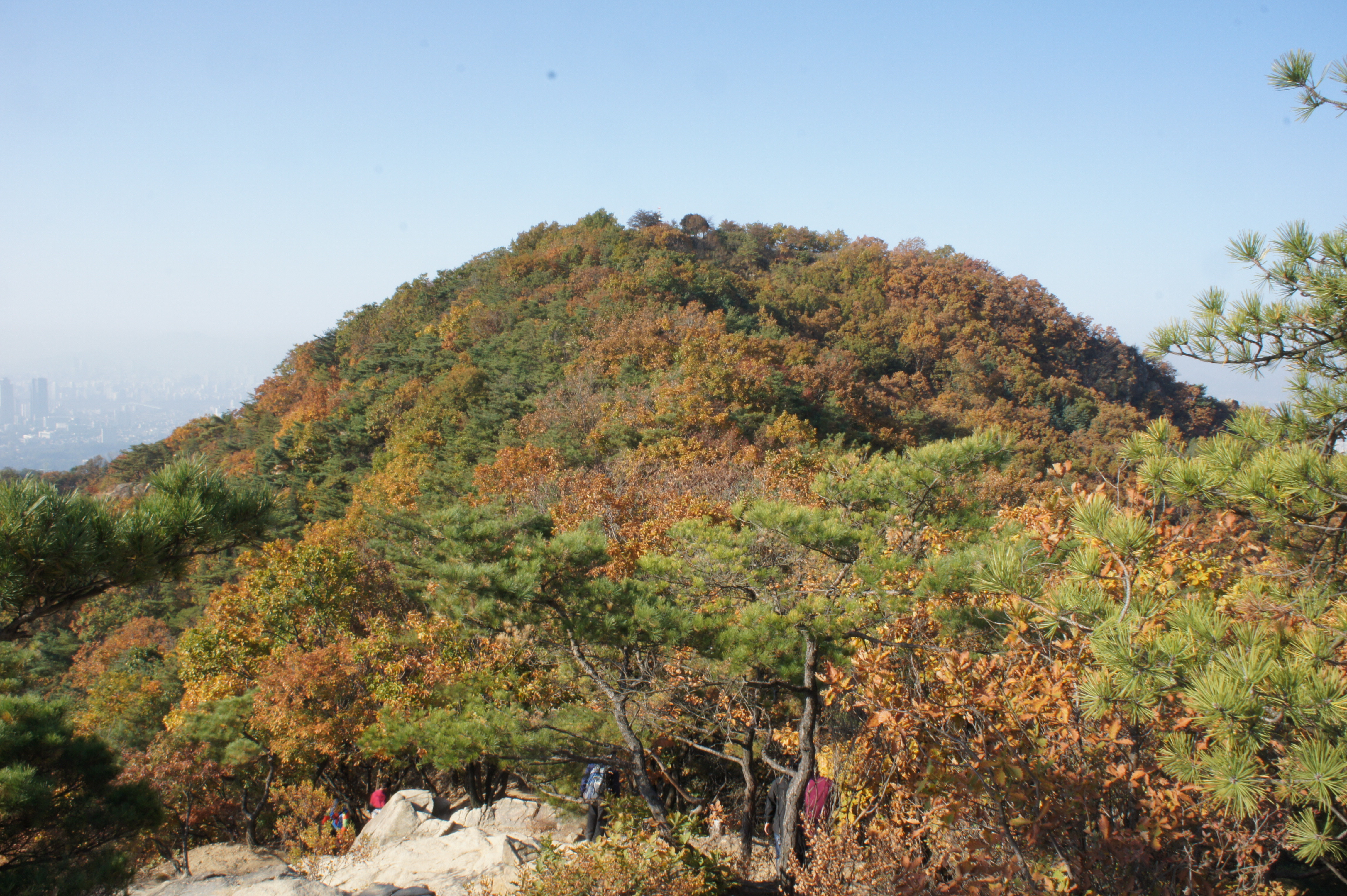
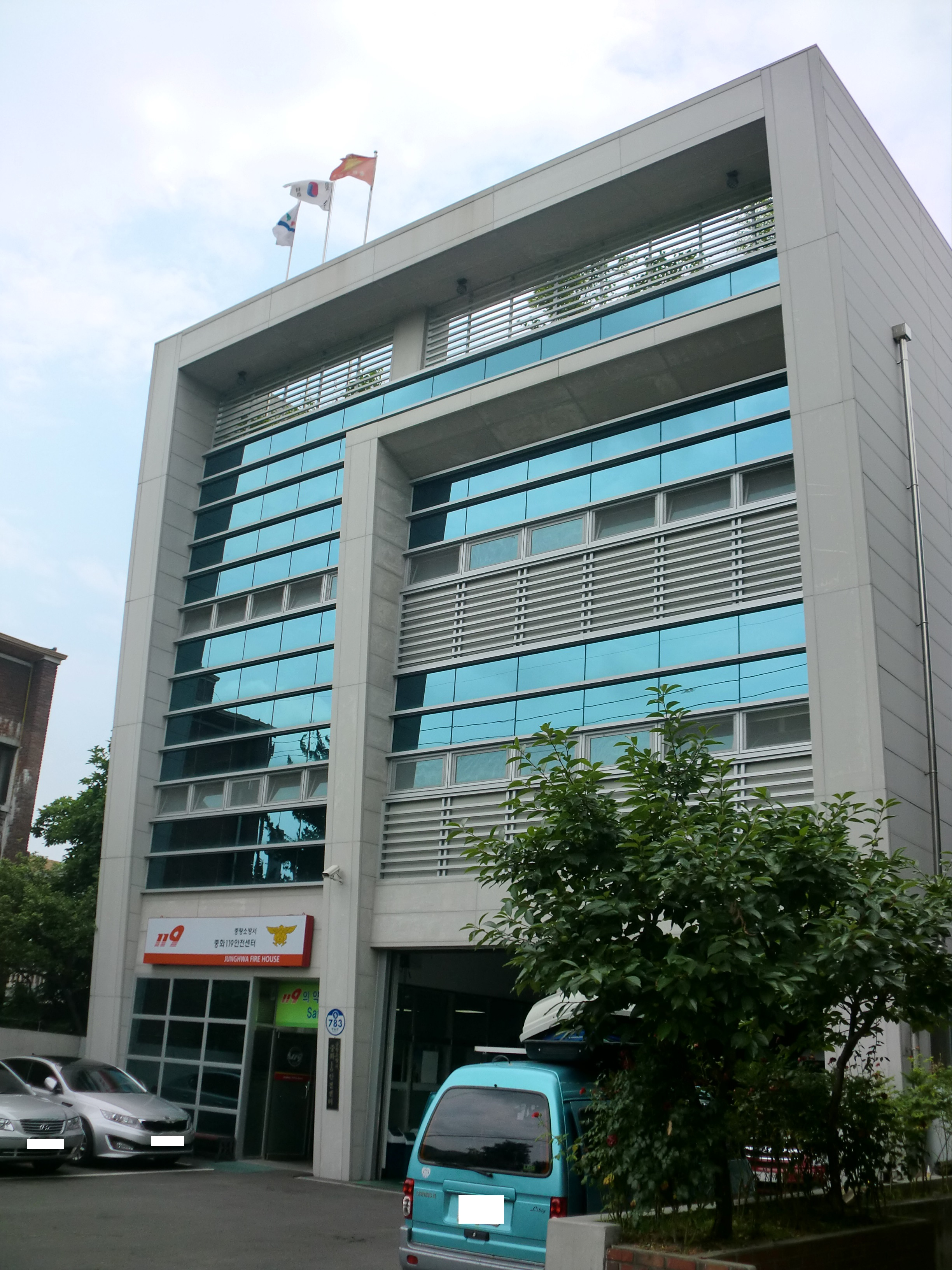

## Divisiones administrativas
- Junghwa-dong (중화동 中和洞)
- Mangu-dong (망우동 忘憂洞)
- Muk-dong (묵동 墨洞)
- Myeonmok-dong (면목동 面牧洞)
- Sangbong-dong (상봉동 上鳳洞)
- Sinnae-dong (신내동 新內洞)